# Santa María de Guía de Gran Canaria
Santa María de Guía de Gran Canaria es una localidad y municipio español perteneciente a la isla de Gran Canaria, en la provincia de Las Palmas, comunidad autónoma de Canarias.
Tiene una extensión de 42 km², y una población de 13 838 habitantes (INE 2022). Su densidad de población es de 325 hab./km². La altitud media del municipio es de 180 metros sobre el nivel del mar. El mayor núcleo poblacional de este municipio es la localidad de La Atalaya, situado al norte del municipio, que abarca la mayor parte de su zona costera y se ubica en las faldas del Pico de la Atalaya o montaña de Gáldar (432 m). También cabe destacar otros barrios o pedanías como Montaña Alta, Casas de Aguilar, San Juan, La Dehesa, El Gallego, San Roque, La Montaña, Anzo, La Cuesta y Becerril.
El municipio de Santa María de Guía, situado en el norte de la isla de Gran Canaria se reconoce por su naturaleza agrícola, sus diferenciados paisajes de verdes medianías y de rocosas y erosionadas costas y sobre todo, por ser un lugar donde se respira historia y con un gran valor patrimonial, arqueológico, arquitectónico, artístico y etnográfico, cuna de grandes artistas, y donde se mantienen y reviven tradiciones centenarias, como la elaboración del famoso y especial Queso de Flor, la tradicional fiesta de Las Marías y artesanías típicas.

## Toponimia
Actualmente el municipio toma su nombre de su capital municipal, integrando la advocación de su primitiva ermita, fundada en honor a Santa María de Guía a finales del siglo xv.
Durante la etapa aborigen de la isla, que finaliza en 1483, el núcleo poblacional recibía la denominación de Aguía, correspondiente al poblamiento existente en la misma localización del casco histórico y alrededores, y aledaño al núcleo también aborigen de Agaldar, capital del Guanartemato. Está denominación se mantuvo incluso hasta 1555, según se indican en los documentos de repartimientos de tierras y aguas de Gran Canaria, concedidos tras la ocupación castellana de la isla.
Tras la conquista castellana, el núcleo histórico se denominó como Villa de Guía, simplificándose como Guía, y se mantuvo así durante hasta el siglo XIX. Ya en el siglo XIX comienza a preponderar la denominación de Guía de Gran Canaria, dentro de una corriente de modernización administrativa y sobre todo para diferenciarlo de otras poblaciones homónimas como Guía, en la isla de Tenerife.
Ya en el siglo XX y dentro del periodo de la dictadura del general Franco, el 28 de diciembre de 1962 el alcalde de entonces, Rafael Velázquez García, propuso cambiar el nombre oficial por el de Santa María de Guía, incorporando el de la advocación del templo religioso católico existente en el municipio desde el siglo XVI. El cambio se aprobó en pleno de la corporación local el 26 de abril de 1963, obteniendo posteriormente la aprobación del Cabildo Insular de Gran Canaria, que se había negado en primera instancia, siendo acordado el cambio por el de Santa María de Guía de Gran Canaria por disposición del Consejo de Ministros el 23 de julio de 1963.
En 2008 el Ayuntamiento promovió un debate desde la web municipal para que los vecinos expresaran su opinión sobre retomar o no oficialmente la denominación de Guía de Gran Canaria.

## Símbolos

### Escudo
El municipio cuenta con escudo heráldico oficial, siendo aprobado por el Gobierno de Canarias el 15 de abril de 1992.

### Bandera
La bandera de Santa María de Guía de Gran Canaria se presenta dividida en dos franjas horizontales, la superior blanca y la inferior celeste. En el centro, el escudo municipal.

## Geografía

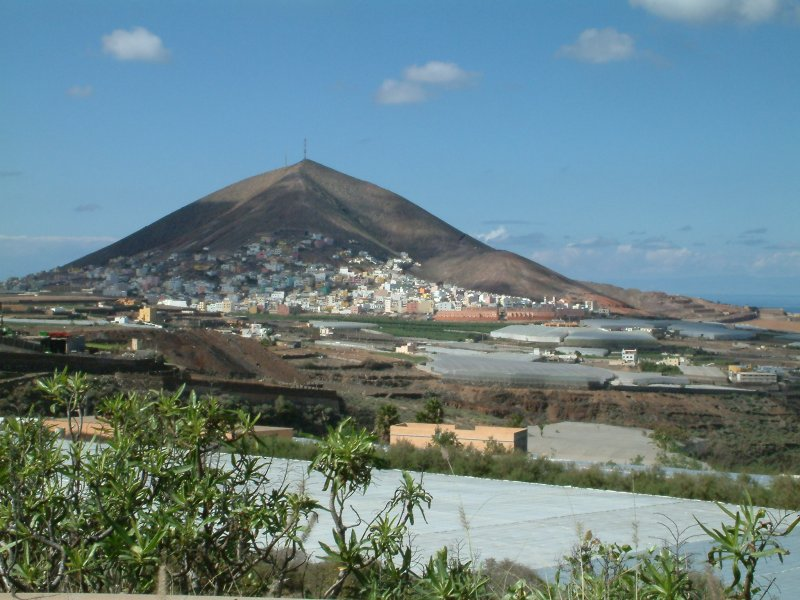
La Atalaya de Sta. Mª de Guía

Emplazada en el norte de Gran Canaria a 22 kilómetros de la capital de la isla, con una forma triangular que sitúa su vértice superior hacia el sur en las cercanías de la caldera de los Pinos de Gáldar. Hacia el este limita con el municipio de Moya definido por el barranco de Moya hasta su desembocadura. Por el oeste, la división sigue algunos cauces, rodea el pico de La Atalaya o montaña de Gáldar, y continúa hasta la costa, dividiendo en dos el pico de la Atalaya. Al norte limita con el océano Atlántico.
En el municipio se distinguen tres zonas diferenciadas: la zona baja, o línea de litoral, que se extiende desde Caleta de Arriba hasta la Punta de Moya; la zona de medianías, donde se encuentra la mayor superficie de monteverde de Gran Canaria y reductos de la laurisilva, y la zona de cumbre, donde se aprecian conos volcánicos y bosques de pinos. Las costas son rocosas debido a la erosión, predominando los acantilados, aunque con excepciones como la playa de San Felipe, que en verano se cubre de arena.

### Clima
Las condiciones climáticas de Santa María de Guía se derivan de su posición septentrional, dentro del clima subtropical que caracteriza a todo el archipiélago canario. Así, se aprecian tres escalones altitudinales, que son:
- La zona costera, que llega hasta los 300 metros
- Las medianías entre los 300 y 600 metros
- La zona alta, a partir de los 600 metros

Conforme se penetra hacia el interior de la isla se reduce el número de días soleados al año, llueve más y las temperaturas son generalmente más bajas.

## Demografía
Santa María de Guía de Gran Canaria cuenta con una población de 14 135 habitantes (INE 2024).
| Gráfica de evolución demográfica de Santa María de Guía de Gran Canaria entre 1842 y 2021 |
| |
| Población de derecho según los censos de población del INE Población de hecho según los censos de población del INEEn estos censos se denominaba Guía: 1842, 1857, 1860, 1877, 1887, 1897 y 1900 En estos censos se denominaba Guía de Gran Canaria: 1910, 1920, 1930, 1940, 1950 y 1960 |

## Economía

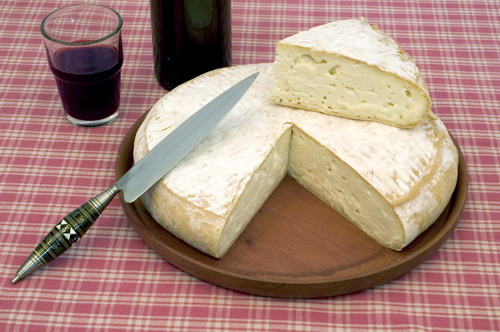
Queso de flor con cuchillo canario, ambos característicos de la isla

Desde su creación como núcleo urbano, hacia el año 1509 hasta la actualidad, la economía del municipio de Santa María de Guía se ha basado principalmente en la explotación agrícola y ganadera. Durante los primeros años se centró en la producción azucarera, a partir de la segunda mitad del siglo XVI aparece el cultivo de viñas, frutales, verduras, legumbres y cereales, y a finales del XIX se introduce el plátano. Hoy día, la agricultura sigue teniendo un gran peso en la economía local, sobre todo con la producción de plátanos, papas y, más recientemente, cebollas, lechugas, coles, cítricos y frutas tropicales, entre otros cultivos. La producción ganadera, en especial ovina y caprina, y forestal tienen también gran importancia, especialmente en las zonas altas del municipio.
La agricultura, actualmente, tiene todavía una importancia extraordinaria, empleándose un 57,55 % a fines agrícolas, ganaderos y forestales. La mayor parte de las tierras aprovechables corresponde a los cultivos de regadío que con 1035 hectáreas cubren el 27,44 % del municipio. Las plataneras son indiscutiblemente las que se enseñorean de este espacio, contabilizando unas 400 hectáreas.
Le sigue la papa, con unas 127 hectáreas propio de las medianías. Los cultivos de flores se extienden por San Juan y San Felipe ocupando unas 32 hectáreas. Los frutales de regadío no sobrepasan las 6 hectáreas y se caracterizan por su enorme variedad y dispersión.
Otros cultivos recogidos también en el terrazgo guiense son el tomate, la col, la zanahoria, el rábano, la caña de azúcar...
Los cereales de secano se cultivan sobre unas 40 hectáreas y se destinan a consumo local y extramunicipal.
La industria cuenta poco, sosteniéndose algunas gracias a la reciente revalorización de pequeñas producciones artesanales, como el famoso ‘queso de flor’, sus tradicionales ‘Dulces de Guía’, y sus apreciados cuchillos canarios, alfarería y cofres de madera suponen un aporte extra a la economía local y, al mismo tiempo, un reclamo turístico cada vez más demandado por sus visitantes.

## Administración y política

### Gobierno municipal
| Partido político                                                 | 2023  | 2023       | 2019     | 2019       | 2011  | 2011       |
| Partido político                                                 | %     | Concejales | %        | Concejales | %     | Concejales |
| Juntos por Guía (JP-GUÍA)-Nueva Canarias (NC)                    | 37,51 | 7          | 51,48    | 9          | 8,65  | 1          |
| Centro Canario Nacionalista (CCN)-Unidos por Gran Canaria (UxGC) | 18,8  | 3          | 26,30    | 5          | —     | —          |
| Ahora Guía (AG)                                                  | 11,73 | 2          | —        | —          | —     | —          |
| Partido Socialista Obrero Español (PSOE)                         | 9,6   | 2          | 11,06    | 2          | 5,23  | 1          |
| Partido Popular (PP)                                             | 9,51  | 2          | 6,82     | 1          | 22,52 | 4          |
| Coalición Canaria (CC)-Partido Nacionalista Canario (PNC)        | 9,4   | 1          | Con UxGC | Con UxGC   | 55,52 | 10         |
| Ciudadanos (CS)                                                  | —     | —          | 3,42     | 0          | —     | —          |
| Unión Progreso y Democracia (UPyD)                               | —     | —          | —        | —          | 6,39  | 1          |

El famoso periodista Santiago Betancort Brito ejerció como alcalde en funciones. 

### Organización territorial

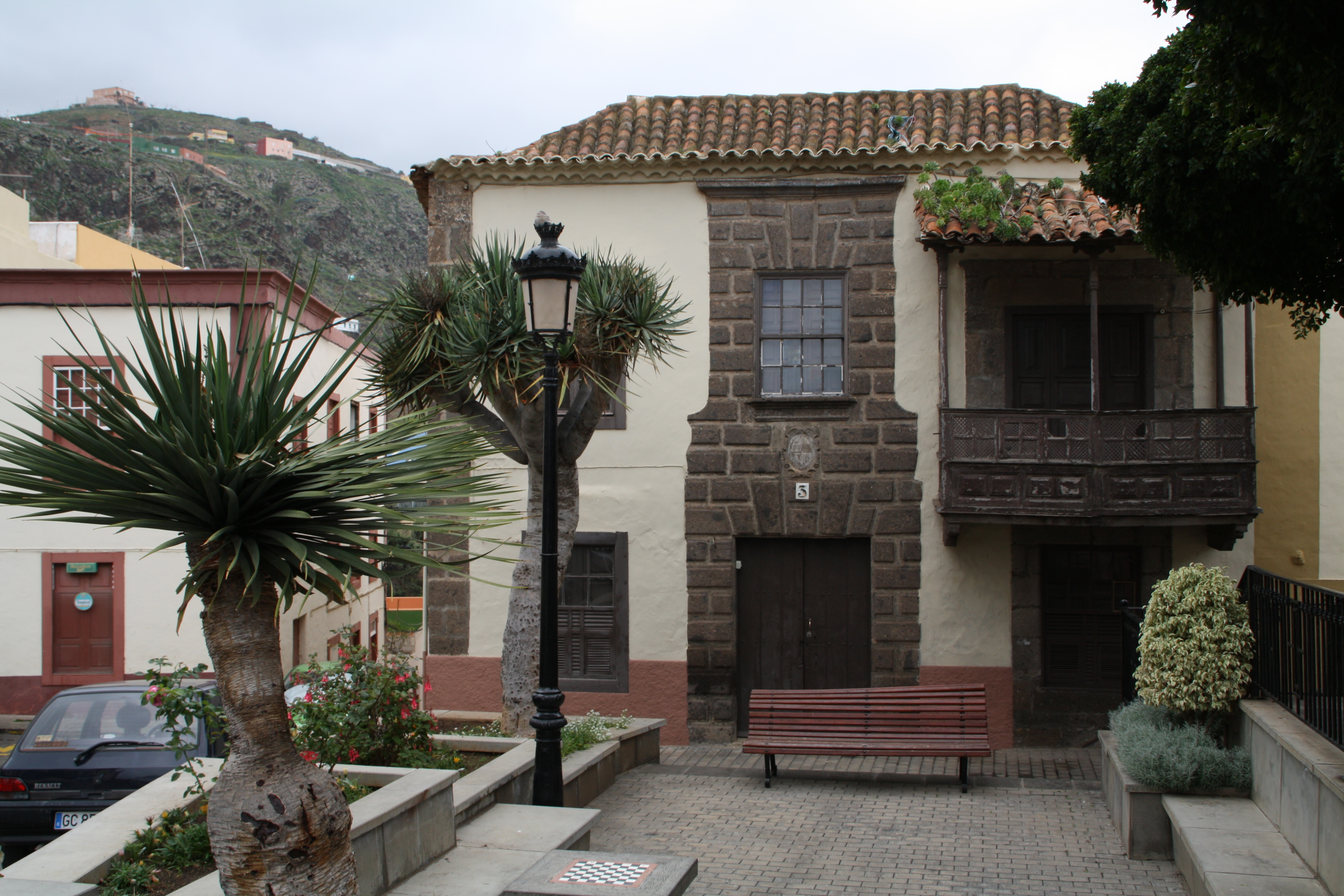
Casa de Quintana

El municipio está conformado por las siguientes unidades de población:
- Anzo
- Barranco del Pinar
- Barranquillo Frío
- Bascamao
- Becerril
- Caleta de Soria
- Carretera Moya Palmital
- Casas de Aguilar
- Cercados de Merino
- Cuesta de Caraballo
- Desaguaderos
- Doñana
- El Hormiguero
- El Calabozo
- El Gallego
- El Junquillo
- El Palmital
- Farailaga
- Hoya de Pineda
- Hoya del Pedregal
- La Atalaya
- La Cañada
- La Dehesa
- La Suerte
- Las Boticarias
- Llanos de Parra
- Lomo Betancort
- Lomo Las Azucenas
- Lomo Los Martínez
- Marente
- Mondragones
- Montaña Alta
- Paso María de los Santos
- San Blas
- San Felipe
- San Juan
- Santa Cristina
- Santa María de Guía de Gran Canaria (casco)
- Tres Cruces
- Tres Palmas
- Verdejo
- Vergara

## Cultura

### Patrimonio
- Casa natal del canónigo Gordillo
- Casa natal de Néstor Álamo
- Cenobio de Valerón

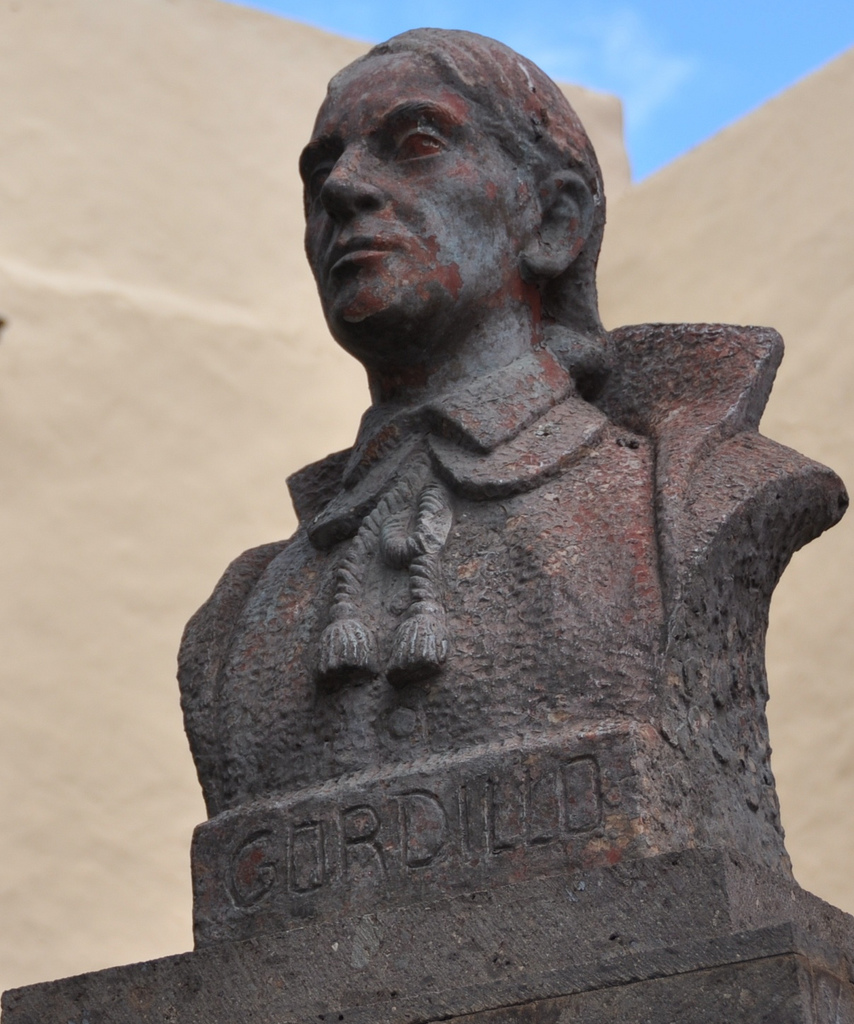
Busto del Canónigo Gordillo en Santa María de Guía

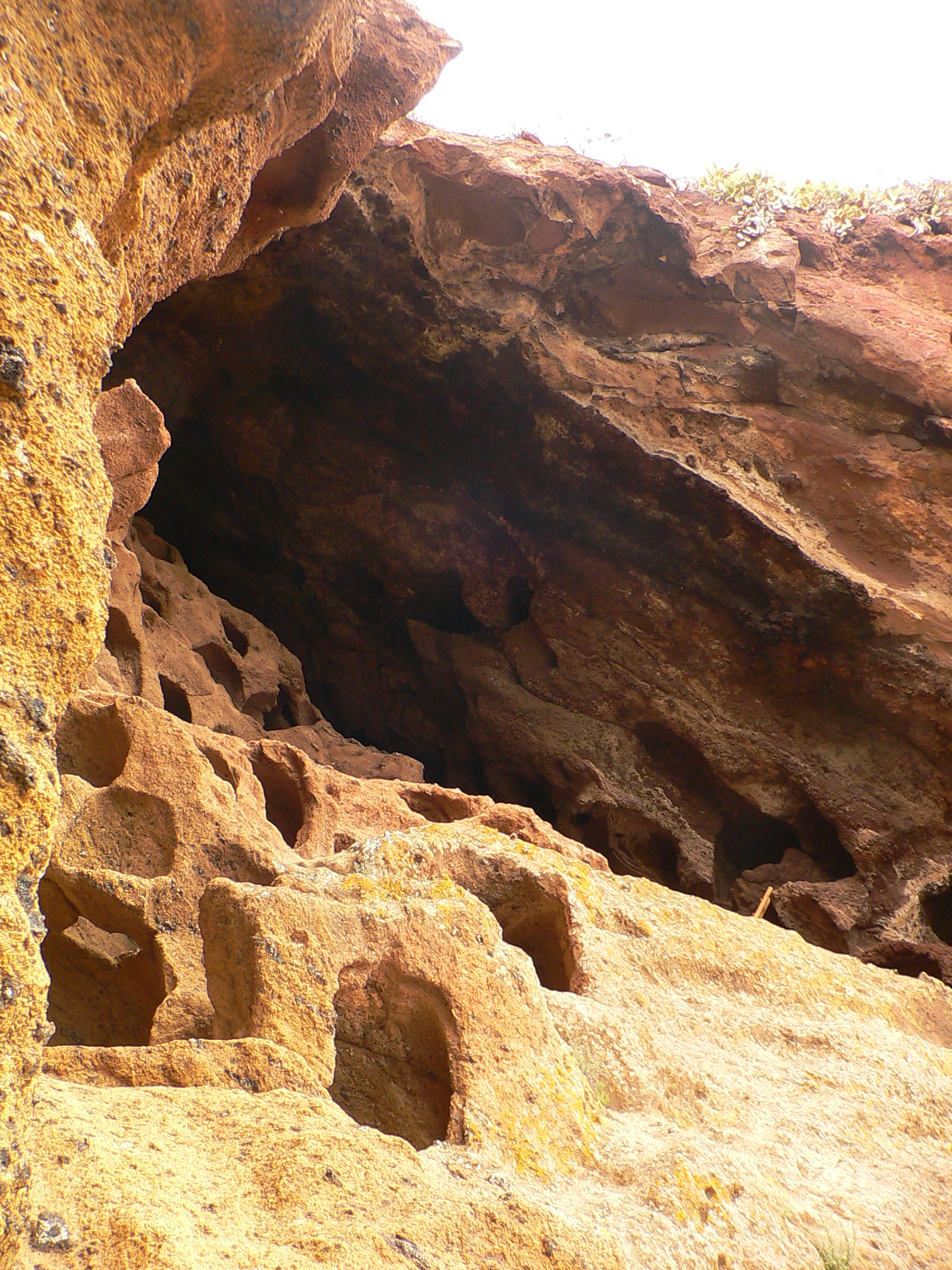
Cenobio de Valerón, Patrimonio Arqueológico de Canarias

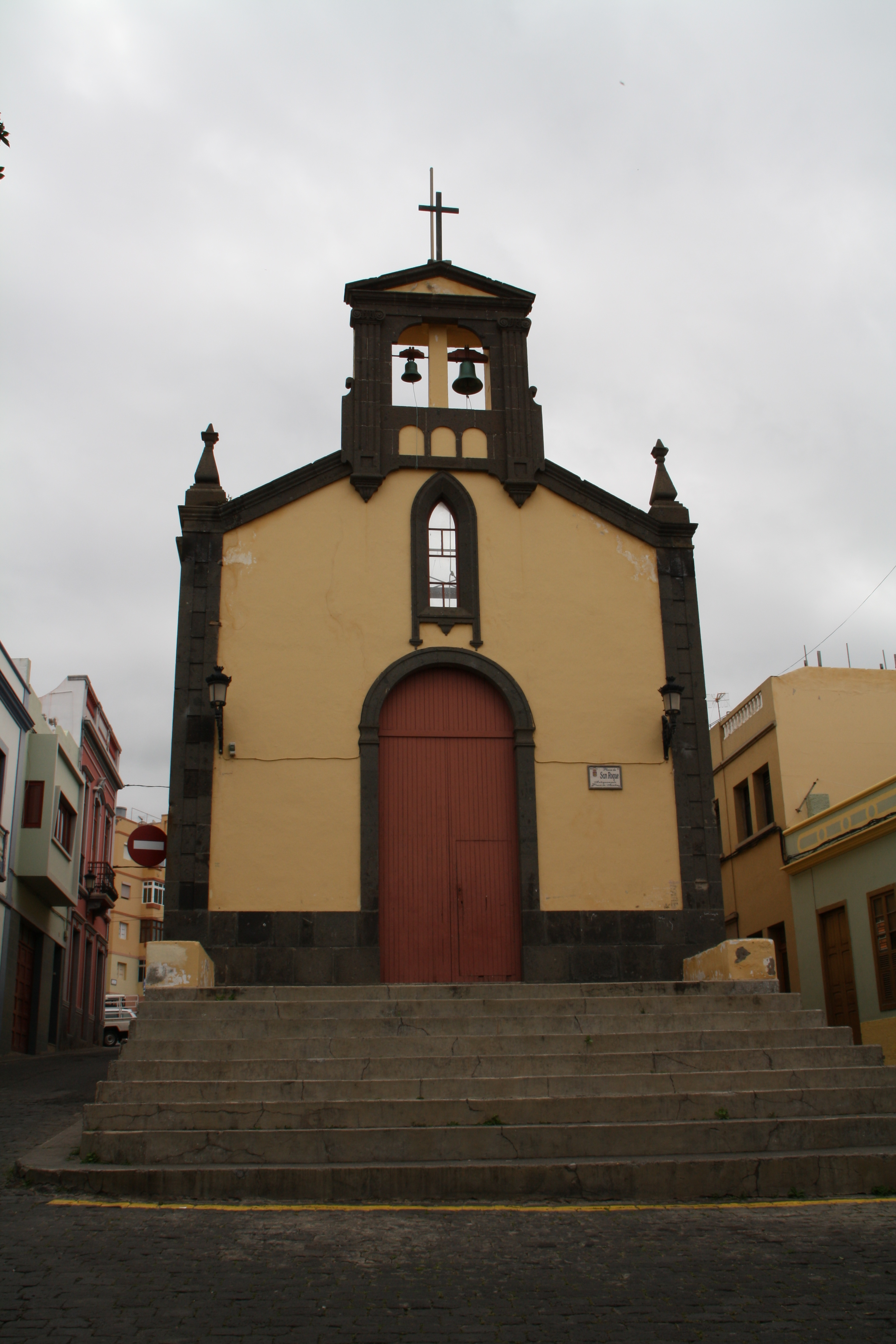
Ermita de San Roque en Santa María de Guía

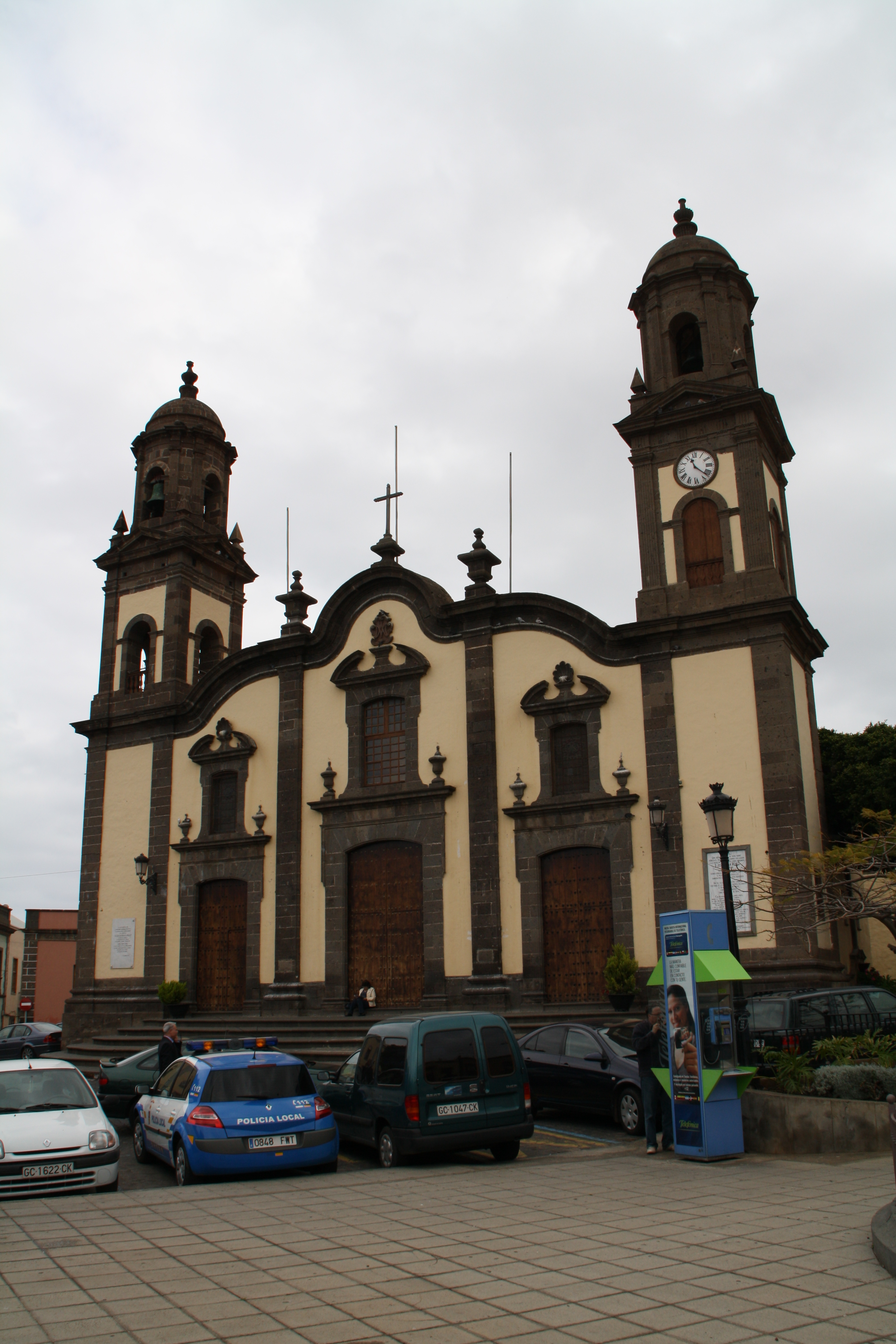
Iglesia de Santa María de Guía

- Conjunto Histórico y Artístico del Casco de Santa María de Guía.[18]
- Iglesia Matriz de Santa María de Guía
- Tagoror del Gallego.[19]
- Casa de los Quintana
- Casa de los Sánchez-Ochando

### Fiestas

#### Fiestas de la Virgen
Las fiestas de la Virgen son las fiestas patronales del municipio, que se celebran durante la primera quincena de agosto en el casco histórico, siendo la jornada más importante el día 15, en la que tienen lugar la procesión de la Patrona, por la mañana, y la Batalla de Flores, por la tarde. Durante estos días se llevan a cabo numerosos actos culturales, recreativos y religiosos, entre los que destacan los tradicionales papagüevos, auténticos protagonistas de las fiestas, el desfile de carrozas y la ya mencionada Batalla de Flores, divertida tradición que pone el cierre a las fiestas.
Las fiestas de la Virgen son las fiestas principales de Santa María de Guía, históricas y de mucho arraigo en la comarca noroeste de la isla. Se celebran desde hace siglos en honor a la Virgen de Guía, una de las advocaciones más antiguas de Gran Canaria que cuenta con numerosos devotos en la comarca.
Durante los quince días de festejos tienen lugar diferentes actos culturales como charlas, exposiciones, representaciones teatrales, actuaciones musicales, festivales folclóricos, así como actos deportivos, recreativos y religiosos. En el tiempo que duran, familias enteras se reúnen, sobre todo, en torno a los actos principales, y de ellos son los desfiles de ‘papagüevos’ —también conocidos como Gigantes y cabezudos en la península ibérica— los que mayor expectación despiertan entre los más pequeños. También la Batalla de Flores, en la que niños y mayores se divierten lanzando bolas de confeti a las carrozas en la tradicional cabalgata.
Destacan diversos actos, entre ellos:
- Cabalgata de Carrozas (13 de agosto)
- Procesión de la Virgen de Guía (15 de agosto)
- Batalla de Flores (15 de agosto)

#### Fiesta de Las Marías
La fiesta de Las Marías es una de las tradiciones más populares y queridas entre la población local y visitante.
Esta fiesta conmemora la tradición del Voto de Vergara, ocurrido en el año 1811 a causa de una importante plaga de langosta, por el que los campesinos hicieron la promesa de bajar todos los años desde las medianías a ver a la Virgen de Guía en agradecimiento, pues cuenta la historia que, reunidos en la Montaña de Vergara en un alto en su camino hacia la ciudad, mientras hacían sus ruegos, vieron llegar una enorme nube que descargó la lluvia con potencia acabando rápidamente con la plaga. Los campesinos atribuyeron este hecho a un milagro de la Virgen y proclamaron la promesa que todavía hoy, 200 años después, los guienses siguen cumpliendo.
La fiesta se celebra todos los años el tercer fin de semana de septiembre y consta de dos actos principales: la tradicional Bajada de la Rama desde las medianías a Guía el sábado y la Romería-Ofrenda que acompaña a la procesión el domingo al mediodía, en acción de gracias por la intercesión de la Virgen en una plaga de langosta. Durante la celebración de estos dos actos, destaca el sonido de las caracolas o bucios y de los tambores (en alegoría a los elementos utilizados para espantar la plaga). En cuanto a la romería, se dice de ella que es una de las más puras, bonitas y tradicionales de toda Canarias.

#### Semana Santa
La Semana Santa de Santa María de Guía es conocida en su presentación como Semana Santa en la ciudad de Luján. Como la localidad del insigne imaginero canario José Luján Pérez, la Semana Santa de la localidad norteña grancanaria abarca diferentes actos y procesiones.
Entre las procesiones más famosas de la Semana Santa guiense destaca: la Procesión del Santo Encuentro, la Procesión Magna y la Procesión del Retiro.
Destacan imágenes realizadas por el insigne imaginero José Luján Pérez, el máximo exponente de la escultura en Canarias.

#### Corpus Christi
Si bien hablamos, Santa María de Guía ha vivido una época dorada del Corpus, y en la actualidad es posible que sea en donde más significado tenga esta Festividad.

#### Fiesta del Queso
La fiesta del Queso, que se celebra durante el último fin de semana de abril en el casco histórico y el primer fin de semana de mayo en el pago de Montaña Alta, es uno de los eventos de mayor interés turístico del municipio y el que más número de visitantes atrae. Miles de personas se acercan hasta Guía para disfrutar de esta fiesta donde el folclore, las tradiciones, la artesanía, la gastronomía y el Queso de Flor son los grandes protagonistas.
La Fiesta del Queso es una muestra del arraigo de la actividad quesera en la zona. Nació en 1977 como iniciativa de los vecinos de Montaña Alta con el objetivo de valorar y reconocer la labor que desempeñan los queseros y el acervo cultural ligado a ello, además de difundir estos valores a la población y visitantes.
Durante la fiesta, los vecinos del barrio muestran su hospitalidad a los visitantes ofreciendo degustaciones de comidas típicas. También los queseros y artesanos ofrecen sus mejores productos y organizan demostraciones de actividades tradicionales relacionadas con la ganadería y el pastoreo.
Después de unos años, esta fiesta comenzó a celebrarse también en el casco histórico de la ciudad. Aquí, además de la venta de queso y productos artesanos, tiene lugar la Cata Insular de Quesos de Flor de Guía. Esta jornada se celebra siempre el último domingo de abril.